# Paracladopelma pugna
Paracladopelma pugna är en tvåvingeart som beskrevs av Kawai 1991. Paracladopelma pugna ingår i släktet Paracladopelma och familjen fjädermyggor. Inga underarter finns listade i Catalogue of Life.